# Alice Liddell
Alice Pleasance Liddell (4 de julho de 1852 — 16 de novembro de 1934) foi a inspiração por trás do livro Alice no País das Maravilhas, de Lewis Carroll, lançado em 1865.

## Biografia

### Infância

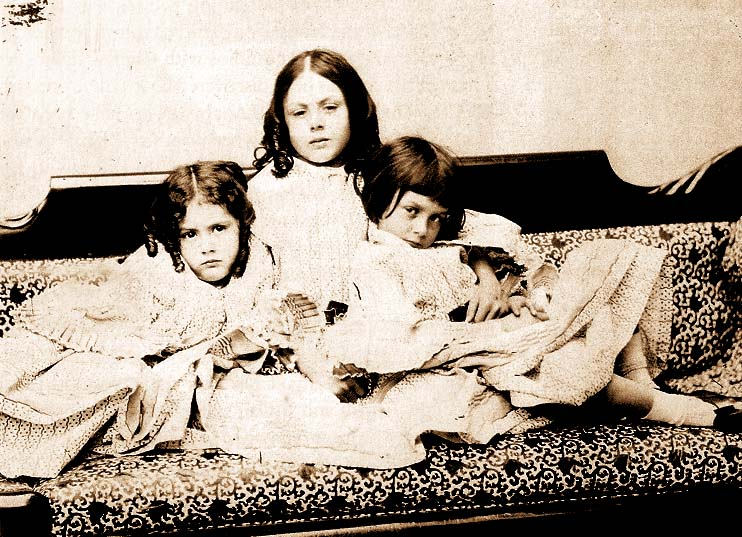
Alice Liddell (direita) com as suas irmãs em 1859. Fotografia de Lewis Carroll.

Alice era filha do deão Henry Liddell da Christ Church, em Oxford, e de sua esposa, Lorina Hanna Liddell. Alice tinha dois irmãos mais velhos, Harry e Artur, que morreu de escarlatina, além de uma irmã mais velha chamada Lorina. Tinha também seis irmãos mais novos, entre eles Edith e Frederick Francis, um advogado.
Quando Alice nasceu, seu pai era o diretor da Westminster School, porém em fevereiro de 1856, Henry Liddell assumiu o cargo de deão da Christ Church e a família mudou-se para Oxford. Os pais de Alice tornaram-se em "estrelas" da alta sociedade de Oxford e organizavam vários encontros sociais na sua casa espaçosa, encorajando os seus filhos a participar nos mesmos desde tenra idade para que desenvolvessem as suas competências sociais e de conversa.
Alice desenvolveu um laço particularmente forte com as suas irmãs Lorina, que era três anos mais velha do que ela, e com Edith, dois anos mais nova e as três foram companheiras inseparáveis durante a infância. Era frequente elas fugirem da sua governanta, Miss Pricket, para explorarem os arredores da sua casa e foi numa dessas ocasiões, enquanto brincavam no jardim, que conheceram Charles Dodgson (Lewis Carroll), que na altura trabalhava como bibliotecário na Universidade de Oxford. Charles encontrava-se no local a fotografar a Catedral de Ripon com o seu amigo Reginald Southey e Alice e as suas irmãs aproximaram-se, mostrando curiosidade pela máquina fotográfica que ele estava a usar. A data, 25 de abril de 1856, foi assinalada como importante por Charles no seu diário e este começou a tirar fotografias das crianças a partir de 3 de junho. Nos anos seguintes, Charles tornou-se um amigo próximo da família de Alice e, para além das várias sessões fotográficas, este fazia várias atividades com as crianças, como visitas a museus e passeios de barco. Foi num destes passeios que surgiu a ideia de Alice no País das Maravilhas. Charles contava sempre histórias para entreter as crianças, mas numa tarde de verão em 1862, ele começou a contar a história das aventuras de Alice no mundo subterrâneo. Alice nunca mais se esqueceria dessa tarde e pediu a Charles que escrevesse aquela história. Charles passou o ano e meio seguinte a escrever e ilustrar aquele que seria o primeiro manuscrito do livro e ofereceu-o a Alice no Natal de 1864.
No entanto, nesta altura Charles já não tinha contacto com Alice, nem com a sua família. A relação entre eles terminou de forma abrupta no verão de 1863, altura em que estes deixam de ser referidos no seu diário. A explicação para o corte abrupto de relações poderia estar numa página que foi arrancada do diário.

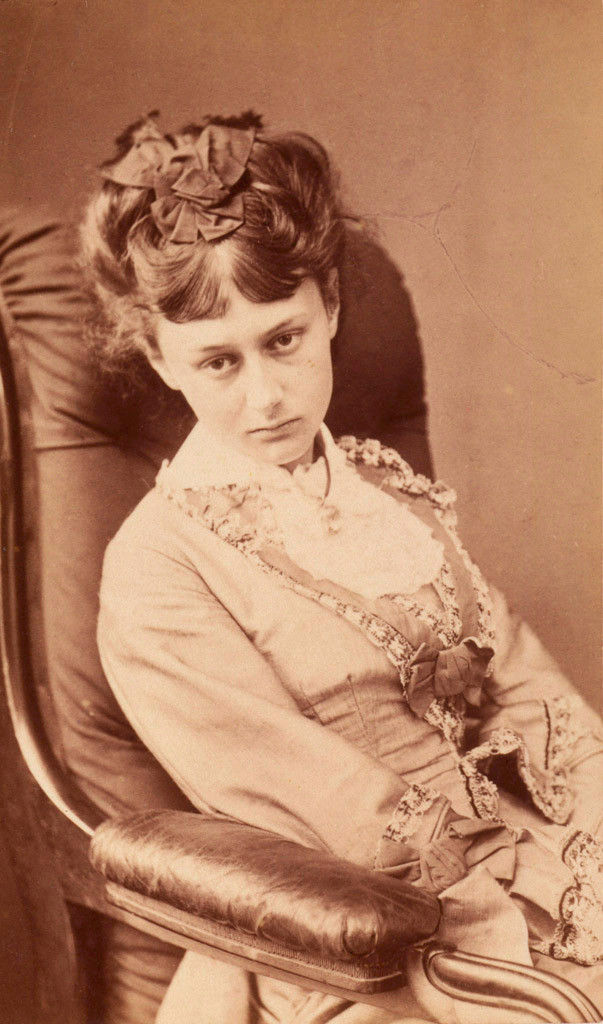
Alice em 1870.

O envolvimento platônico de Charles Dodgson com crianças é bem conhecido. Ele adorava crianças e se sentia muito ofendido se achassem que seu interesse era mais do que o gosto pela companhia. Alice tornou-se a maior paixão de Charles e fonte constante de inspiração para seus dois mais conhecidos livros, embora, ao final da escrita de Alice no País das Maravilhas, a amizade entre os dois estivesse diminuindo.

### Anos posteriores
Quando Alice Liddell era jovem, viajou pela Europa com as suas irmãs Lorina e Edith. Os esforços da sua mãe para desenvolver as suas competências sociais e cultura surtiram efeito e as irmãs tornaram-se bastante populares entre os estudantes da Universidade de Oxford. Entre eles, encontrava-se o príncipe Leopoldo, o filho mais novo da rainha Vitória, com quem se diz que Alice teve um romance. No entanto, existem muito poucas provas de que tal tenha acontecido. É verdade que anos mais tarde Leopoldo deu o nome de Alice à sua filha mais velha e que ele foi padrinho do segundo filho de Alice, que recebeu o nome de Leopold. Porém, é possível que a filha de Leopoldo tenha recebido o seu nome em honra da irmã mais velha do príncipe, a grã-duquesa de Hesse. Uma biografia recente de Leopoldo sugere que é muito mais provável que tenha sido a irmã mais velha de Alice, Edith, a receber a atenção de Leopoldo. Edith morreu a 26 de junho de 1876, talvez de sarampo ou  de peritonite (há versões diferentes), pouco antes da data do seu casamento com Aubrey Harcourt, um jogador de cricket. Leopoldo foi um dos carregadores do seu caixão no funeral, a 30 de junho de 1876.

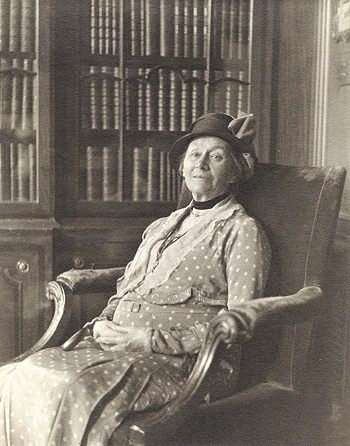
Alice Hargreaves em 1932, com 80 anos.

Em 1880, Alice casou-se com Reginald Hargreaves, que também era jogador de cricket, na Abadia de Westminster, aos 28 anos. Charles Dodgson não esteve presente no casamento, mas enviou-lhe, por meio de um amigo, um presente. Ela teve três filhos: Alan Knyveton Hargreaves, Leopold Reginald "Rex" Hargreaves (ambos morreram em batalha na Primeira Guerra Mundial) e Caryl Liddell Hargreaves, que sobreviveu e teve uma filha. Alice negou que o nome "Caryl" estivesse associado de alguma forma ao pseudónimo de Charles Dodgson.
Reginald Hargreaves herdou uma fortuna considerável e foi magistrado local, para além de jogar cricket na equipa de Hampshire. Alice tornou-se numa anfitriã famosa da alta sociedade e foi a primeira presidente do Instituto das Mulheres de Emery Down. Depois da morte do seu marido em 1926, as elevadas despesas de manutenção da sua casa, Cuffnells, forçaram-na a vender a sua cópia de As aventuras de Alice no mundo subterrâneo (o primeiro título que Lewis Carol deu a Alice no país das maravilhas). O manuscrito foi vendido por 15.400 libras, quase quatro vezes acima do valor definido pela leiloeira Sotherby's. Mais tarde, este manuscrito foi adquirido por Eldridge R. Johnson e foi exibido na Universidade Columbia no centenário do nascimento de Lewis Carroll. Alice, na altura com 80 anos, esteve presente na exposição e foi nessa visita aos Estados Unidos que conheceu Peter Llewelyn Davies, um dos irmãos que inspirou Peter Pan de J. M. Barrie. Após a morte de Johnson, o livro foi adquirido por um grupo de bibliófilos americanos que o ofereceu ao povo britânico "em reconhecimento da coragem do Reino Unido em enfrentar Hitler antes de a América entrar na guerra". O manuscrito encontra-se atualmente na Biblioteca Britânica.
Alice passou a maioria da sua vida em Lyndhurst, New Forest, no condado de Hampshire.

### Morte
Após a sua morte, em 1934, o seu corpo foi cremado no Crematório de Golders Green e as suas cinzas foram enterradas no cemitério da igreja de St. Michael and All Angels em Lyndhurst. A placa da sua campa identifica-a como "Sra. Reginald Hargreaves" e como a "Alice de Alice no país das maravilhas de Lewis Carroll". O seu espelho pode ser visto no New Forest Heritage Centre em Lyndhurst, um museu gratuito que partilha a história de New Forest.

## Origens deAlice no País das Maravilhas

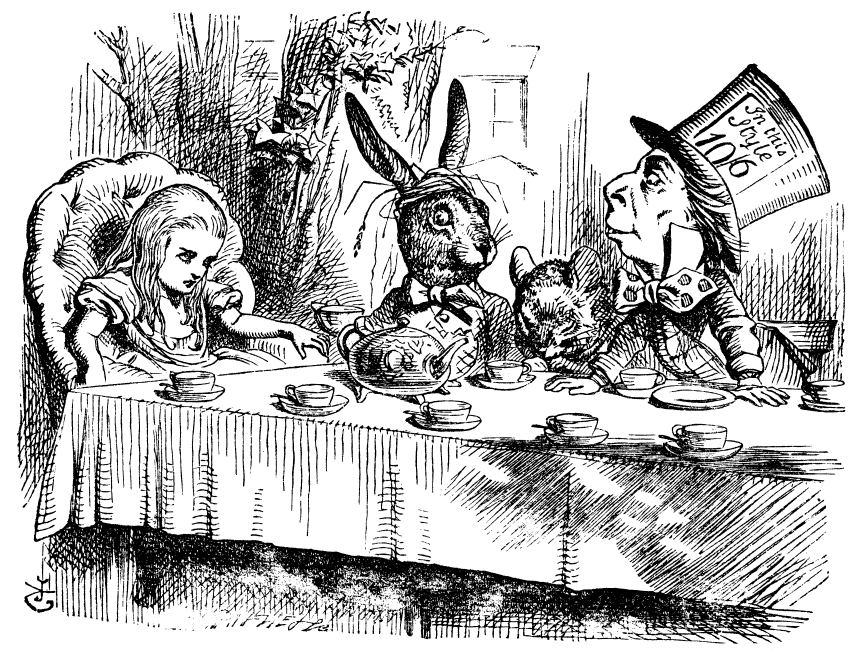
Ilustração original de John Tenniel de Alice no País das Maravilhas.

A 4 de julho de 1862, numa viagem de barco no rio Tamisa entre Folly Bridge e Godstow para fazerem um piquenique, Alice, na altura com 10 anos, pediu a Charles Dodgson (que escrevia sob o pseudónimo Lewis Carroll) para a entreter a ela e às irmãs, Edith (de 8 anos) e Lorina (13 anos) com uma história. Enquanto o reverendo Robinson Duckworth remava, Dodgson entreteve as crianças com histórias fantásticas sobre uma menina chamada Alice e as suas aventuras depois de cair numa toca de coelho. A história não era muito diferente das outras que Dodgson tinha contado às irmãs, mas desta vez Alice pediu-lhe para a escrever para ela. Ele prometeu que o fariam, mas demorou meses a completar a tarefa. Dodgson acabou por oferecer o manuscrito chamado Alice's Adventures Under Ground a Alice em novembro de 1864.
Entretanto, Charles Dodgson tinha decidido reescrever a história para a vender. Ele enviou o manuscrito a um amigo, o escritor George MacDonald, na primavera de 1863. Os filhos de MacDonald leram a história e adoraram-na e esta reação convenceu Charles a procurar uma editora. As Aventuras de Alice no País das Maravilhas, com ilustrações de John Tenniel, foi publicado em 1865, sob o pseudónimo de Lewis Carroll. Um segundo livro com a mesma protagonista, Alice do Outro Lado do Espelho seguiu-se em 1871 e, em 1886, foi publicada uma cópia do manuscrito original de Alice's Adventures Under Ground que Charles tinha oferecido a Alice.

## Relação com Lewis Carroll

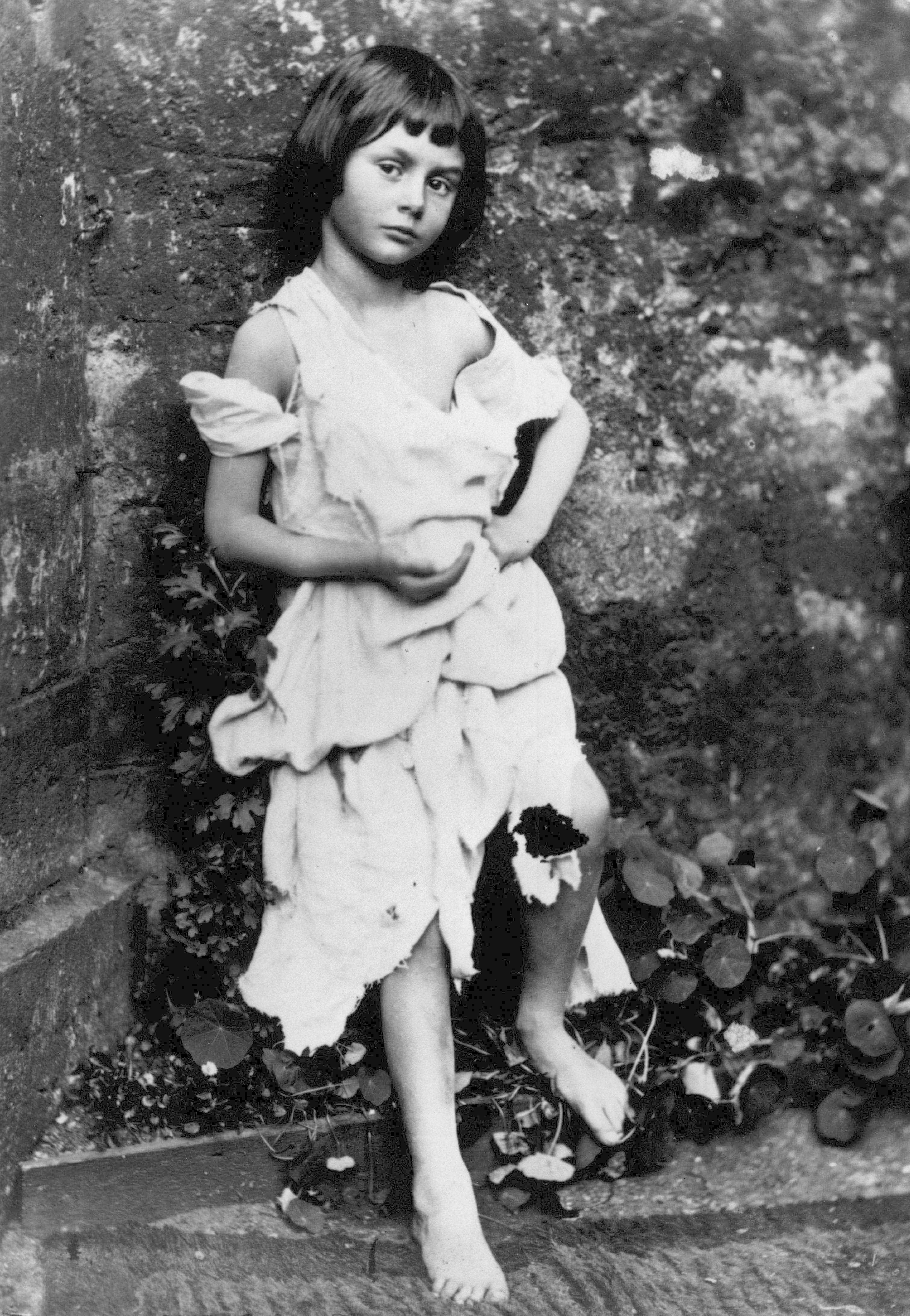
Alice Liddell como pedinte. Fotografia de Lewis Carroll.

A relação entre Alice Liddell e Charles Dodgson é bastante controversa. Charles conheceu a família Liddell em 1855 e ficou amigo de Harry, o irmão mais velho. Mais tarde, levou Harry e Ina em várias viagens de barco e piqueniques em Oxford. Mais tarde, quando Harry foi para a escola, Alice e a sua irmã mais nova, Edith, juntaram-se ao grupo. Charles entretinha as crianças com histórias fantásticas para passar o tempo. Ele usava as crianças como modelos no seu passatempo da fotografia. Diz-se várias vezes que Alice era a sua modelo preferida durante estes anos, mas há muito poucas provas de que isso seja verdade. Os diários de Charles Dodgson entre 18 de abril de 1858 e 8 de maio de 1862 desapareceram.

### Páginas arrancadas do diário
A relação entre os Liddell e Charles Dodgson terminou subitamente em junho de 1863. Não há registo do motivo da zanga, uma vez que os Liddell nunca falaram abertamente sobre isso e uma página do diário de Charles que registava os dias 27 a 29 de junho de 1863 foi arrancada (parece ser este o período em que a zanga ocorreu). Biógrafos como Morton N. Cohen especulam que Charles pode ter expressado vontade de casar com Alice Liddell, na altura com 11 anos, e que pode ter sido esse o motivo para o fim do seu envolvimento com a família em junho de 1863. A biógrafa de Alice Liddell, Anne Clark escreveu que os descendentes de Alice tinham a impressão de que Dodgson queria casar com ela, mas que "os pais de Alice queriam um casamento muito melhor para ela". Clark defende que na Inglaterra da Era Vitoriana estes casamentos não eram muito improváveis: John Ruskin, por exemplo, apaixonou-se por uma menina de 12 anos e o irmão mais novo de Dodgson quis casar com uma menina de 14 anos, mas esperou seis anos.

Em 1996, Karoline Leach descobriu aquele que se tornou no documento das "páginas arrancadas do diário", uma nota alegadamente escrita pela sobrinha de Charles Dodgson, Violet Dodgson, que resumia a página desaparecida com os dias 27 a 29 de junho de 1863 e que parece ter sido escrita antes de ela (ou a sua irmã Menella) terem arrancado a página. A nota diz:
"L.C. descobre pela Sra. Liddel que supostamente está a usar as crianças para cortejar a governanta, há ainda quem pense que também está a cortejar a Ina"
Isto pode sugerir que o fim do relacionamento entre Charles Dodgson e a família Liddell pode ter sido provocado por boatos que associavam Charles à governanta da família e a "Ina" (a irmã mais velha de Alice, Lorina). Na sua biografia, The Mystery of Lewis Carroll, Jenny Woolf sugere que o problema foi provocado pelo facto de Lorina se ter aproximado demasiado de Charles e não o contrário. Woolf usa esta teoria para explicar o motivo pelo qual "Merela arrancou a página, mas manteve uma nota do que esta continha". Woolf defende que a nota é uma "versão censurada" do que aconteceu realmente e que tinha como objetivo evitar que Lorina ficasse ofendida ou fosse humilhada por os seus sentimentos em relação a Charles virem a público.